# Janmarc Lenards
Janmarc Lenards (Den Helder, 7 januari 1955) is een voormalig Nederlands politicus. Hij was van 2005 tot 2006 namens de Volkspartij voor Vrijheid en Democratie lid van de Tweede Kamer der Staten-Generaal.
Lenards volgde van 1972 tot 1975 de officiersopleiding aan het Koninklijk Instituut voor de Marine. Hij trad in dienst van de marine, maar moest deze loopbaan opgeven toen hij in 1977 door een auto-ongeluk een dwarslaesie opliep en in een rolstoel belandde. Hij studeerde vervolgens rechten aan de Vrije Universiteit Amsterdam en was vanaf 1986 werkzaam als advocaat in Emmeloord.
Sinds 1976 was Lenards lid van de VVD. In 1991 werd hij voorzitter van de afdeling Noordoostpolder en in 1996 voorzitter van de kamercentrale Flevoland. In 1998 werd hij gekozen in de gemeenteraad van de Noordoostpolder. Na enkele jaren statenlid in de provincie Flevoland te zijn geweest, kwam hij in augustus 2005 tussentijds in de Tweede Kamer, als opvolger van Clemens Cornielje. Speciaal voor Lenards werden aanpassingen gedaan in het parlement. Een Kamerzetel moest plaatsmaken voor zijn rolstoel en de treden richting de interruptiemicrofoon werden vervangen door een helling. Na zijn beëdiging was Lenards direct enige maanden afwezig vanwege een val uit zijn rolstoel.
Lenards hield zich in de Kamer bezig met ruimtelijke ordening, grondbeleid, milieu (water) en visserij. Op 8 februari 2006 hield hij zijn maidenspeech bij de plenaire behandeling van de Nieuwe Wet omtrent de Ruimtelijke Ordening. Bij de Tweede Kamerverkiezingen 2006 kwam hij op een 34e plek op de kandidatenlijst van zijn partij, te laag om herkozen te worden.